# Agapanthia villosoviridescens
Espèce
L’agapanthie à pilosité verdâtre ou saperde à pilosité verdâtre (Agapanthia villosoviridescens) est une espèce de coléoptères de la famille des cérambycidés,.

## Description
Sa taille varie entre 10 et 23 mm. On le trouve de mai à septembre. Il se caractérise par la présence de poils de couleur ocre verdâtre sur les élytres et tout le corps. Ses très longues antennes, de la taille de son corps, sont noires et blanches. On trouve des bandes longitudinales noires et jaunes sur sa tête et son pronotum.

## Biologie

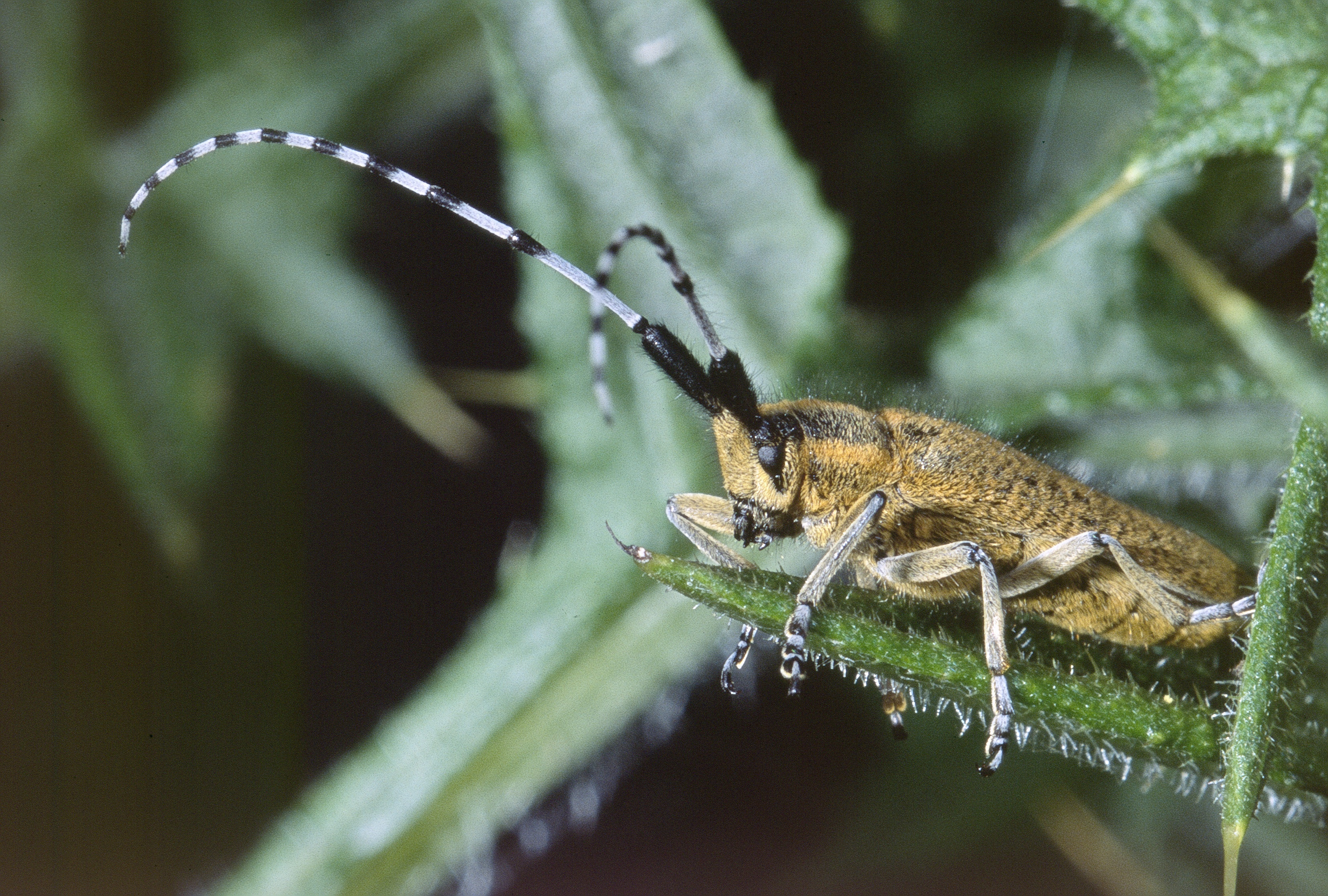
Agapanthia villosoviridescens
dans son environnement

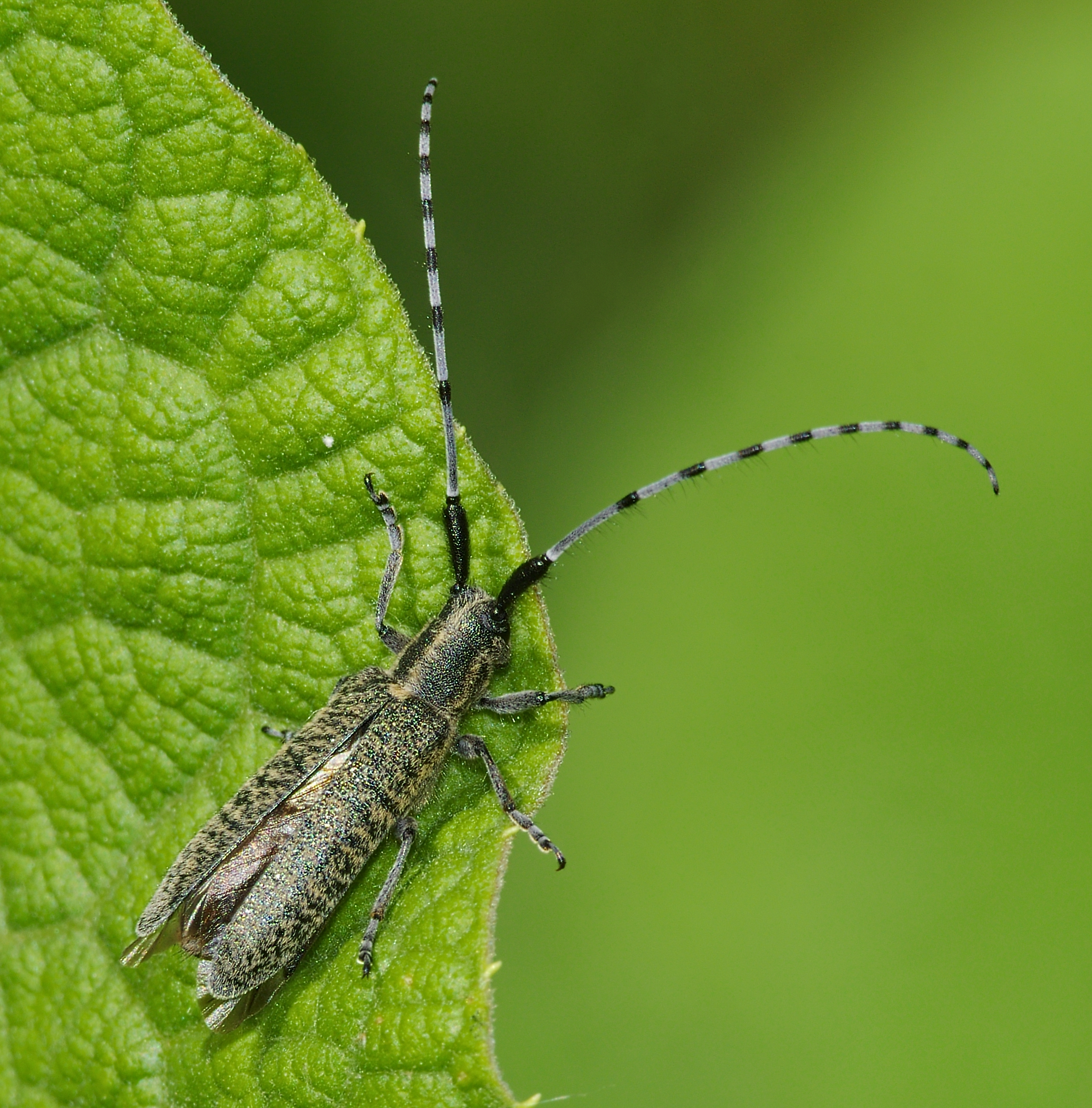
Agapanthia villosoviridescens
vu à Mannheim, Allemagne.

Sa larve est polyphage. Elle se nourrit des sommités fleuries d'astéracées (composées) dont de cirses, d'apiacées (ombellifères) et d'orties (Urtica dioica).

## Répartition
Albanie, Allemagne, Angleterre, Autriche, Belgique, Bosnie-Herzégovine, Bulgarie, Corse, Crimée, Croatie, Danemark, Espagne, Estonie, Finlande, France, Grèce, Hongrie, Italie, Kazakhstan, Lettonie, Lituanie, Luxembourg, Macédoine, Moldavie, Norvège, Nouvelle-Guinée, Pays-Bas, Pologne, Portugal, Roumanie, Russie d'Europe, Sicile, Slovaquie, Slovénie, Suède, Suisse, Tchéquie, Turquie, Ukraine, Yougoslavie

## Habitat
On trouve l'Agapanthie à pilosité verdâtre à la lisière des forêts et des chemins forestiers et il fréquente aussi les prairies et buissons généralement humides. 

## Synonymie
- Agapanthia acutipennis Mulsant, 1862[5]
- Agapanthia angusticollis (Gyllenhal, 1817)[5]
- Agapanthia lineatocollis (Donovan, 1797)[5]
- Cerambyx (Stenocorus) viridescens Gmelin, 1790[5]
- Cerambyx lineatocollis Donovan, 1797[5]
- Cerambyx villosoviridescens DeGeer, 1775[5]
- Cerambyx virens Voet, 1778 nec Linnaeus, 1758[5]
- Saperda angusticollis Gyllenhal in Schönherr, 1817[5]
- Saperda latreillei Fisher, 1806[5]
- Stenocorus viridescens (Gmelin, 1790)[5]
- Agapanthia pyrenæa Brisout, 1863[4]
- Cerambyx viridescens Gmelin, 1790[4]
- Saperda latreillei Fischer-Waldheim, 1806[4]